# Evertsenklasse

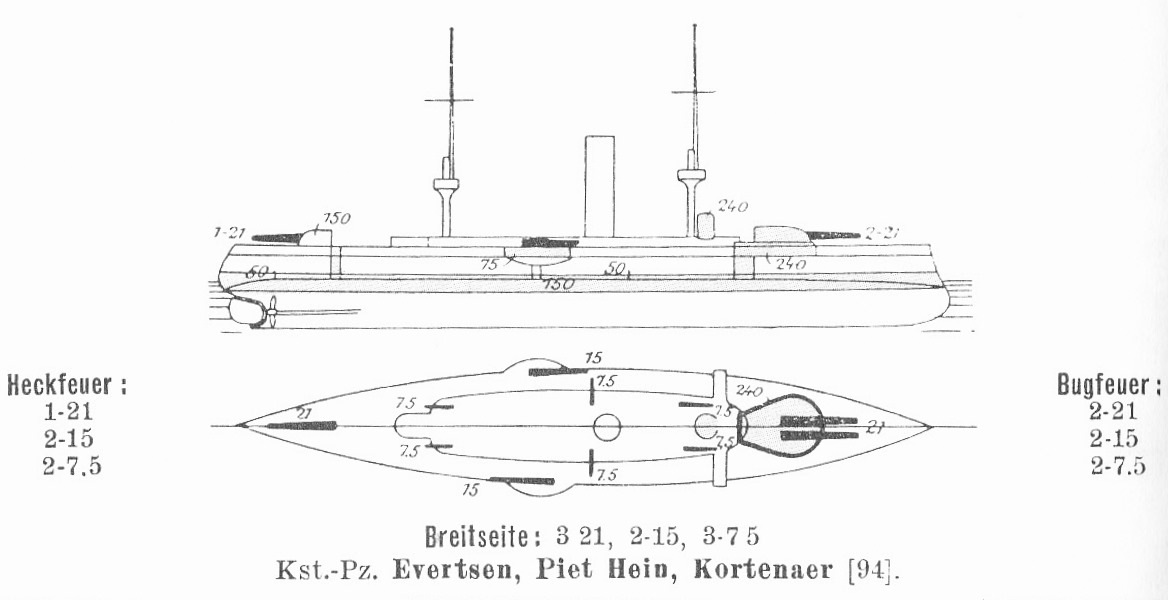
Blauwdruk van het schip

Evertsenklasse of Kortenaerklasse was een klasse van Nederlands pantserschepen gebouwd in de jaren negentig van de negentiende eeuw.

## Geschiedenis
De bescherming van de koloniën in Nederlands-Indië kwam aan het eind van de negentiende eeuw in de belangstelling te staan. Veel landen begonnen met de uitbreiding van hun slagvloot. In 1887 werden twee middelgrote Chinese slagschepen operationeel die superieur werden geacht aan de Nederlandse defensie. Dit leidde tot een herbezinning op de verdediging van Nederlands-Indië. In april 1892 werden de grondslagen voor een modernisering geformuleerd door een commissie bestaande uit drie officieren J.H. Kromhout, F.J. Haver Droeze en G. Kruys.
Marine-expert, schout-bij-nacht en chef van de Marinestaf Gerhardus Kruys pleitte voor een eskader van artillerieschepen. De aanbevelingen werden door de regering overgenomen, wat leidde tot de bouw van Hr.Ms. Evertsen, Hr.Ms. Kortenaer, en Hr.Ms. Piet Hein. Uiteindelijk werd alleen de Piet Hein van 1899 tot 1901 naar Indië gezonden, omdat de financiering van de schepen alleen werd goedgekeurd als ze ook bruikbaar zouden zijn voor de kustverdediging van Nederland en het Caraïbisch gebied.

## Specificaties
De bewapening van de schepen bestond uit drie (een dubbele en een enkele) 210 mm kanonnen, twee enkele 150 mm kanonnen, zes enkele 75 mm kanonnen en drie 450 mm torpedobuizen. Het pantser langs de zij van de romp was 150 mm dik en het pantser rond de geschuttorens 240 mm dik. De schepen waren 86,2 meter lang, 14,33 meter breed en hadden een diepgang van 5,23 meter. De waterverplaatsing bedroeg 3463 ton. De motoren van de schepen leverden 4700 pk waarmee een snelheid van 16 knopen gehaald kon worden. De schepen werden bemand door 263 man.

## Schepen
| Name      | Kiellegging | Tewaterlating     | In dienst        | Uit Dienst |
| --------- | ----------- | ----------------- | ---------------- | ---------- |
| Kortenaer | 189?        | 27 oktober 1894   | 17 december 1895 | 1920       |
| Evertsen  | 189?        | 29 september 1894 | 1 februari 1896  | 1913       |
| Piet Hein | 189?        | 16 augustus 1894  | 3 januari 1896   | 1914       |